# Cantón de Arc-en-Barrois
El cantón de Arc-en-Barrois era una división administrativa francesa, que estaba situada en el departamento de Alto Marne y la región de Champaña-Ardenas.

## Composición
El cantón estaba formado por diez comunas:
- Arc-en-Barrois
- Aubepierre-sur-Aube
- Bugnières
- Coupray
- Cour-l'Évêque
- Dancevoir
- Giey-sur-Aujon
- Leffonds
- Richebourg
- Villiers-sur-Suize

## Supresión del cantón de Arc-en-Barrois
En aplicación del Decreto n.º 2014-163 de 17 de febrero de 2014, el cantón de Arc-en-Barrois fue suprimido el 22 de marzo de 2015 y sus 10 comunas pasaron a formar parte del nuevo cantón de Châteauvillain.